# Mitsugu Ōnishi
Pour les articles homonymes, voir Onishi.
Mitsugu Ōnishi (大西みつぐ, Ōnishi Mitsugu), né le 7 octobre 1952, est un photographe japonais.
Né à Tokyo, au Japon, Ōnishi est diplômé de l'école de photographie de Tokyo en 1974, école qu'il rejoint un an plus tard en tant que professeur et auprès de laquelle il reste jusqu'en 1994.
Ōnishi photographie la vie quotidienne et sa ville de Tokyo et tourne ensuite son attention vers des projets de logements en banlieue.
Ōnishi remporte la 22e édition du prix Taiyō en 1985 et le 18e prix Ihei Kimura en 1992. En plus des recueils de ses photographies, il écrit des livres sur la photographie et les appareils photo. Il réside à Tokyo.

## Albums
- Wonder Land Frog, 1989.
- Tōi natsu (遠い夏) / The long vacation, Waizu, 2001.
- Shitamachi junjō kamera (下町純情カメラ, Innocent Shitamachi camera), Tokyo, Ei, 2004. Bunkobon dont une grande partie est consacrée aux photographies en couleur du quartier de shitamachi à Tokyo.